# Nuova Zelanda ai Giochi della X Olimpiade
La Nuova Zelanda partecipò ai Giochi della X Olimpiade, svoltisi a Los Angeles, Stati Uniti, dal 30 luglio al 14 agosto 1932, con una delegazione di 21 atleti impegnati in quattro discipline.

## Medaglie
| Medaglia | Atleta                     | Sport       | Evento             |
| -------- | -------------------------- | ----------- | ------------------ |
| Argento  | Cyril Stiles Fred Thompson | Canottaggio | Due senza maschile |